# Varga László (politikus, 1979)
 Varga László (Miskolc, 1979. szeptember 1. –) MSZP-s politikus, jogász, 2006–2022 között országgyűlési képviselő.

## Életrajza
Pedagógus szülők gyermekeként született. A Fazekas utcai Általános Iskolában töltötte kisiskolás éveit, majd a Földes Ferenc Gimnáziumban érettségizett. 2003-ban végzett a Miskolci Egyetem Állam- és Jogtudományi karán, egy fiútestvére van. 2009 januárja óta házas, feleségével szülőhelyén alapítottak családot, két lánygyermek édesapja.
2002-ben és 2006-ban Miskolcon választották önkormányzati képviselővé, 2004-től 2006-ig az MSZP Miskolc városi frakcióvezetője volt. A civil életben emellett, a 2006-os országgyűlési választásokig egy fuvarozó cégnél dolgozott, azóta országgyűlési képviselő.
A Magyar Szocialista Párt és a Fiatal Baloldal tagja korábban, az ezredfordulón lett. Az ifjúsági szervezetben helyi, majd megyei vezető tisztségek után a Választmány elnöke lett. 2006. július 8-án a szervezet elnökének választották, amelynek 2008-as átalakulása után a Societas elnöke 2010 júliusáig.
A Magyar Szocialista Pártban helyi, megyei, országos tisztségek után jelenleg a Borsod-Abaúj-Zemplén megyei szervezet elnöke. 2014-ben választókörzetében megnyerte a választásokat. 2016 óta a Magyar Szocialista Párt képviselőcsoportjának frakcióvezető-helyettese. A 2018-as országgyűlési választáson Varga László alul maradt a Fideszes Hubay Györggyel szemben, ezzel az országos listán jutott be a parlamentbe, utódja Hubay György nyerte a választást.
Tagja és támogatója több civil és karitatív szervezetnek, fontosnak tartja szülővárosa és megyéje képviseletét. A Táncsics alapítvány kurátora.
A 2021-es magyarországi ellenzéki előválasztáson az MSZP-Párbeszéd ismét a Borsod-Abaúj-Zemplén megyei 2. sz. országgyűlési egyéni választókerületben indította, amit Varga László meg is nyert. A 2022-es magyarországi országgyűlési választáson, Miskolcon alul maradt Kiss János Fideszes politikussal szemben, és ezzel kiesett az Országgyűlésből.